# Limnoria mazzellae
Limnoria mazzellae är en kräftdjursart som beskrevs av Isabel Clifton Cookson och Lorenti 200. Limnoria mazzellae ingår i släktet Limnoria och familjen borrgråsuggor. Inga underarter finns listade i Catalogue of Life.